# 존 버든 샌더슨 홀데인

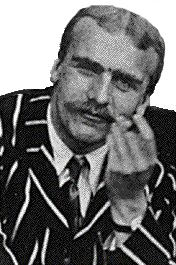
1914년의 홀데인

존 버든 샌더슨 홀데인(John Burdon Sanderson Haldane, 1892년 11월 5일 ~ 1964년 12월 1일)은 영국 태생의 유전학자이자 진화생물학자로, 신다윈주의 사상을 발전시키는 데 주요한 기여를 하였다. 또한 로널드 피셔 및 시웰 라이트와 더불어 집단유전학의 창시자 중 한 명이다. 홀데인 규칙을 제안하였다.